# Hyperaeschra georgica
Hyperaeschra georgica är en fjärilsart som beskrevs av Alpheus Spring Packard 1895. Hyperaeschra georgica ingår i släktet Hyperaeschra och familjen tandspinnare. Inga underarter finns listade i Catalogue of Life.